# Luis Alberto Mosquera
Luis Alberto Mosquera Rivera (3 ottobre 1959) è un ex calciatore cileno, di ruolo difensore.

## Carriera
Con la Nazionale cilena ha partecipato alle Olimpiadi del 1984.